# Wiltshire Football League
De Wiltshire Football League is een Engelse regionale voetbalcompetitie. Er is 1 divisie en de hoogste bevindt zich op het 7de niveau in de Engelse voetbalpiramide. Clubs kunnen promoveren naar de Western League, al koos Warminster Town na het seizoen 2006/07 voor de Wessex League.